# Trådløs basisstation
En trådløs basisstation, adgangspunkt, trådløs basestation (eng. access point (AP), wireless base station) er betegnelsen for et apparat, der forbinder trådløse enheder til en kablet internetforbindelse.
Et trådløs basisstation videresender datatrafikken på det faste kablede netværk til de trådløse klienter. De trådløse enheder kan benytte netværksressourcerne på lige fod med de fast forbundne.
En trådløs basisstation består af:
- Et trådløst netkort (evt. flere og evt. med flere eksterne antenner).
- En computer i form af en Personlig Computer, håndholdt computer eller en lille boks, hvor computeren så benævnes et indlejret system.
- Et styresystem.

Nogle trådløs basisstationsbokse kan bringes til at anvende et Linux styresystem, hvilket muliggør mere intelligent anvendelse af den trådløse basisstation til f.eks. hotspot sat op som et selvkonfigurerende radionet.

## Anvendelse
Alle trådløse basisstationer kan fungere som basisstationsserver. Nogle få og især trådløse basisstationer, som kører med Linux kan også anvendes som klient på en anden basisstationsserver.

### Linux eller open source
- Wireless Tools for Linux Arkiveret 27. marts 2005 hos  Wayback Machine
- Linksys open source:
  - OpenWrt is a linux distribution for the Linksys WRT54G, OpenWrt userguide Citat: "...OpenWrt's design philosophy is to not lock the user down to a particular set of features but instead to provide a flexible framework that can be expanded by others..."
  - Wifi-Box Firmware for WRT54G, Hacked with Linksys's GPL source code, Add more futures for this Wireless Router
  - openwrt Arkiveret 3. marts 2005 hos  Wayback Machine + OLSR: openwrt/olsr Arkiveret 30. oktober 2005 hos  Wayback Machine
  - OpenWrt: 1.1 Running OLSR Arkiveret 4. april 2005 hos  Wayback Machine
- Host AP driver for Intersil Prism2/2.5/3 and WPA Supplicant Citat: "...The driver supports a so called Host AP mode, i.e., it takes care of IEEE 802.11 management functions in the host computer and acts as an access point. This does not require any special firmware for the wireless LAN card..."
- IBM: Building a wireless access point on Linux
- Vejviser: Wireless software links Arkiveret 7. november 2004 hos  Wayback Machine Citat: "...Hotspot-On-A-CD..."
- Configuring a FreeBSD Access Point for your Wireless Network Arkiveret 12. oktober 2004 hos  Wayback Machine Citat: "...This article describes how to configure a PC running FreeBSD to serve as an access point (AP) for your wireless network..."
- Webarchive backup: OpenAP. All your base stations belong to us, Citat: "...OpenAP is the complete distribution of open-source software that is required to produce a fully 802.11b compliant wireless access point. One cool feature of OpenAP access points is their ability to do multipoint to multipoint wireless bridging, while simultaneously serving 802.11b stations...", bl.a. openap-0.1.1.tar.gz Arkiveret 19. oktober 2004 hos  Wayback Machine
- Linux Access Point GNU software bundle Arkiveret 19. oktober 2004 hos  Wayback Machine, linuxAP kildekode Arkiveret 9. april 2005 hos  Wayback Machine